# Un papà da salvare
Un papà da salvare (Dadnapped) è un film per la televisione, mandato per la prima volta in onda negli USA il 16 febbraio 2009 e in Italia il 21 febbraio 2009 su Disney Channel. Gli attori principali sono Emily Osment, Jason Earles, Moisés Arias, David Henrie e Phill Lewis; tutti già apparsi in serie televisive Disney.

## Trama
Melissa Morris cerca di attirare l'attenzione di suo padre, l'autore di best seller Neil Morris. I due devono partire per una vacanza al campeggio, ma Neil ha un'ennesima conferenza sui suoi libri ed è costretto a stare per qualche giorno a Mercury, un paese dove vivono poche persone.
Qui Neil deve scegliere il fan numero uno dei suoi libri tra tanti ragazzini e alloggiano nell'hotel di Merv. Così dei ragazzi lo rapiscono, e tra questi ci sono Wheeze, Andrè e Sheldon. Wheeze tra l'altro si innamora di Melissa. Melissa riesce poi a trovare il padre con i tre ragazzi in una biblioteca dove loro preparano una trappola-libro e la lasciano lì, così che qualcuno cada nella trappola.Melissa apre il libro con la trappola e si sporca. Poi Neil e i tre ragazzi tornano e questi si scusano con lo scrittore dicendo che era solo uno scherzo. Ma ci sono due fratelli che hanno la stessa idea dei tre ragazzi: Maurice e Skank. Infatti Neil viene rapito nuovamente, insieme a Melissa che riesce a lasciare in un bagno un indizio per farsi trovare da Waheeze, Andrè e Sheldon: una pagina di uno dei libri di Neil sulla quale cerchia con il suo lucidalabbra (del quale Wheeze conosce l'odore) la parola presidenziale: infatti lei e suo padre alloggiavano nella stanza presidenziale dell'hotel di Merv. In seguito si scopre che c'è un altro nemico che ha sempre finto di tutto: lo stesso Merv che vuole far riscrivere a Neil il libro di Skank ma non per aiutare quest'ultimo, ma per rivenderlo ai collezionisti in quanto libro scritto da Neil Morris. Inoltre Merv dice che il libro varrà ancora di più perché sarà l'ultimo libro di Neil. I tre ragazzi trovano l'indizio di Melissa e tornano all'hotel dove chiedono aiuto ai fan di Tripp Zoome.Più tardi Melissa riesce a scappare e lega Maurice e Skank. Alla fine Merv viene sconfitto grazie ai numerosi fan di Tripp Zoome. Infine Neil annuncia che i fan numero uno dei suoi libri sono Wheeze, Sheldon e Andrè e che Melissa è l'ispirazione dei suoi libri, la ragione per cui scrive e Wheeze finalmente riesce a dichiararsi a Melissa. Neil e Melissa partono da Mercury e possono finalmente andare a fare la loro vacanza.